# 3 Days to Kill
3 Days to Kill er en fransk-amerikansk action-thriller film fra 2014 instrueret af McG og skrevet af Luc Besson og Adi Hasak. med Kevin Costner, Amber Heard, Hailee Steinfeld, Connie Nielsen, Richard Sammel, og Eriq Ebouaney i rollerne. Filmen havde premiere  21. februar 2014 i USA.

## Medvirkende
- Kevin Costner som Ethan Renner
- Amber Heard som Vivi Delay, en af CIA elite snigmordere
- Hailee Steinfeld som Zoey Renner, Ethan seksten-årige datter
- Connie Nielsen som Christine Renner, Ethan ekskone
- Richard Sammel som the Wolf
- Marc Andréoni som Mitat Yilmaz
- Eriq Ebouaney som Jules, en afrikansk mand, hvis familie squats i Ethan lejlighed
- Tómas Lemarquis som Albino, the Wolf's løjtnant
- Raymond J. Barry som CIA-direktør
- Jonathan Barbezieux som Louis
- Jonas Bloquet som Hugh, Zoey kæreste
- Rupert Wynne-James som Hugh far, som er Wolf partner.
- Philippe Reyno  som ung Agent
- Eric Supply  som Invite